# Spitzmaul-Ziersalmler
Der Spitzmaul-Ziersalmler (Nannostomus eques) oder auch Schrägsteher genannt, ist ein Süßwasserzierfisch aus der Familie der Schlanksalmler. 

## Vorkommen
Den Spitzmaul-Ziersalmler findet man in Guayana, im Rio Negro und im Amazonas.

## Aquaristik
Für etwa sechs Tiere (am besten mehr Weibchen als Männchen) haben sich 60-Liter-Aquarien als ausreichend erwiesen. Größere Becken sind jedoch vorzuziehen, da die Männchen wie auch die Weibchen Reviere bilden.
Die Wasserwerte sollten sauer und weich sein – es wurde aber auch schon von Nachzuchten bei neutralem und mittelhartem Wasser berichtet. Das Becken sollte insgesamt einen dunklen Eindruck machen, was mit Schwimmblattpflanzen wie dem Südamerikanischen Froschbiss (Limnobium stoloniferum) erreicht werden kann. Außerdem sollten groß- und breitblättrige Pflanzen wie das Speerblatt (Anubias barteri) zur Eiablage vorhanden sein (ein bis zwei Pflanzen pro Männchen).
Da es von Zeit zu Zeit zu Revierkämpfen kommen kann, sollte ausreichend Raum vorhanden sein, um unterlegenen Tieren die Flucht zu ermöglichen. Spitzmaul-Ziersalmler neigen nur zu innerartlichen Aggressionen, daher können sie gut mit anderen klein bleibenden Salmlern zusammen gehalten werden. Aufgrund der relativ geringen Größe des Mauls sollte nur entsprechend kleines Futter wie Artemien, Cyclops, kleine Mückenlarven oder feines Flocken- oder Staubfutter gegeben werden.

## Merkmale

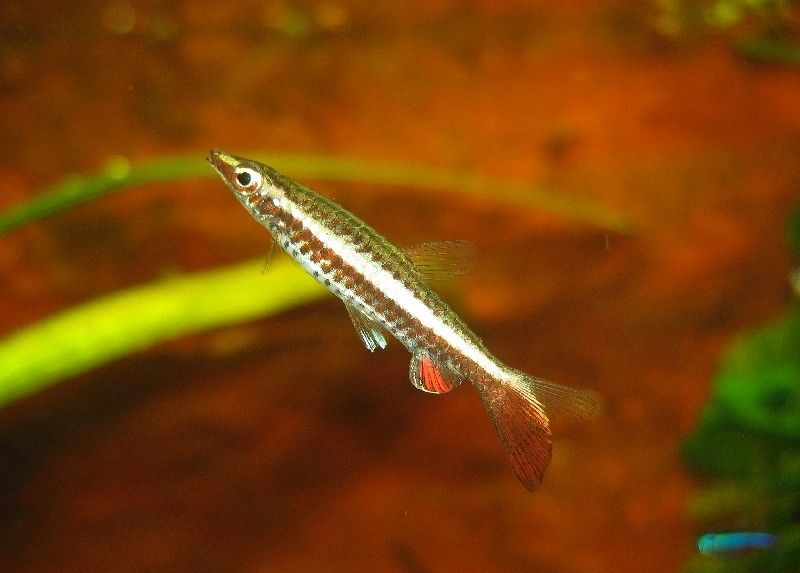
Männchen des Spitzmaulziersalmlers (Nannostomus eques).

Der Körper der Spitzmaulziersalmlers ist von drei, manchmal auch vier Streifen durchzogen, die zum Teil vom Schwanzende bis zum Maul reichen. Der oberste Streifen ist hellbraun bis weiß, der darunter liegende Streifen etwas heller. Diese beiden Streifen können auch miteinander verschmelzen. Der breiteste Streifen, der den unteren Teil der Schwanzflosse und die Afterflosse durchzieht, ist tiefbraun bis schwarz. Es folgt ein nur sehr dünner, weißer Streifen an der Unterseite. Die Afterflosse weist ein rotes und zwei braune bis schwarze Bänder auf.

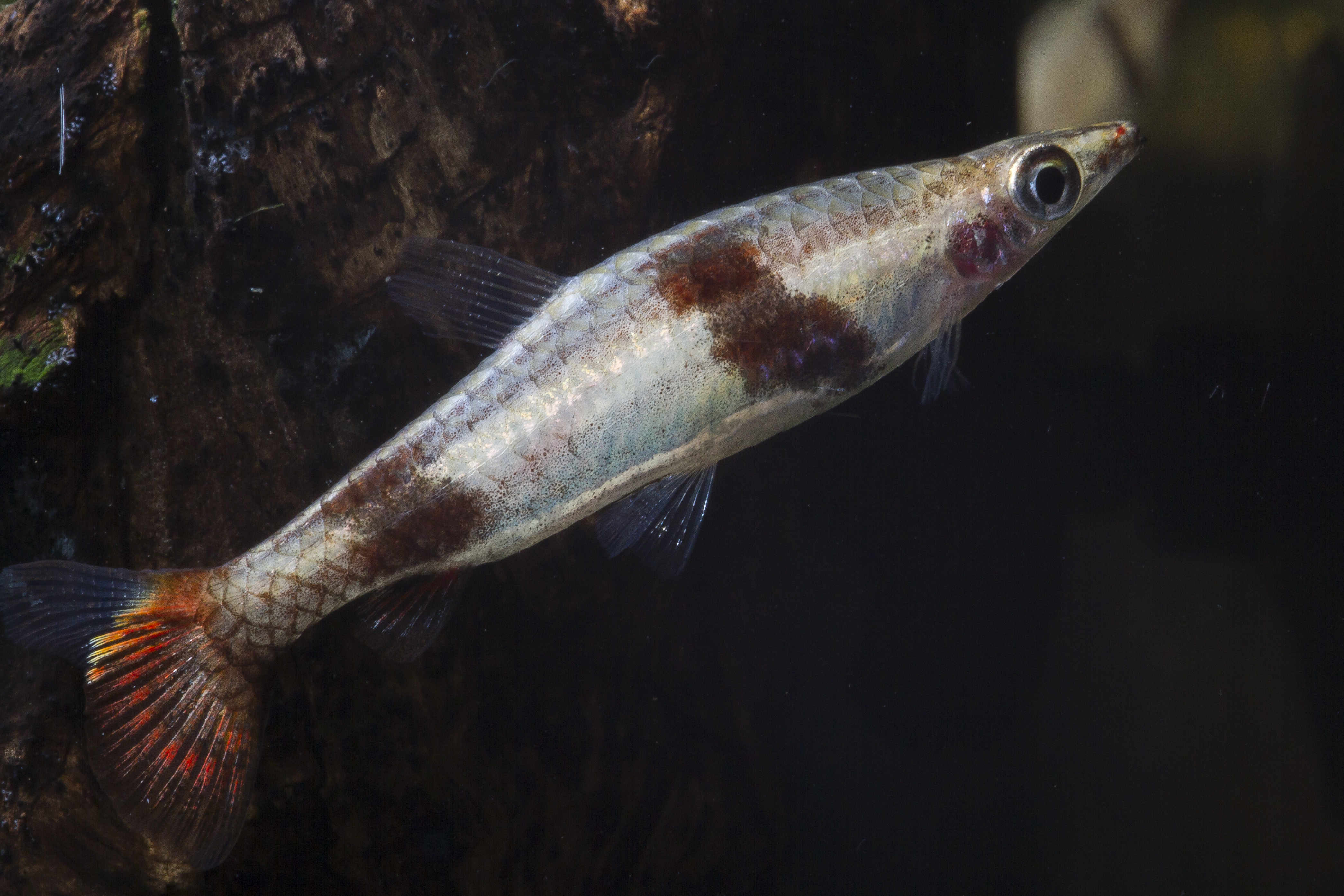
Nachtfärbung des Spitzmaul-Ziersalmlers (Nannostomus eques).

Sehr interessant, wie auch bei anderen Salmlern, ist die Nachtfärbung. Diese besteht aus einem fast komplett braunen unteren Teil des Tieres und einem breiten, weißen Strich der die Oberseite des Tieres überzieht. In diesem weißen oberen Strich befinden sich ein bis drei braune bis schwarze Punkte.

## Geschlechtsunterschiede
Im Vergleich zu anderen Salmlern sind die Geschlechtsunterschiede einfacher zu erkennen: Die Männchen erscheinen insgesamt kräftiger gefärbt. Ihre Bauchflossen zeigen in den Spitzen eine bläulich-weiße Färbung. Diese findet sich mitunter auch am unteren Ende der Afterflosse wieder, deren rotes Längsband außerdem breiter und intensiver erscheint. Geschlechtsbereite Weibchen lassen sich anhand der runderen, vorgewölbten Bauchlinie erkennen, während Männchen mit ihrer geraden Bauchlinie einen schlankeren Eindruck machen.

## Zucht
Die Zucht ist im Gesellschaftsbecken möglich, soll aber die Anzahl der überlebenden Tiere maximiert werden, sollte ein Zuchtbecken eingerichtet werden. Es reicht ein 25-Liter-Becken ohne Bodengrund in welches man ein Männchen und ein bis drei Weibchen überführt. Es sollten allerdings ebenfalls groß- und breitblättrige Pflanzen zur Verfügung stehen. Beispielsweise kann ein Speerblatt auf eine Wurzel gebunden und ins Becken gestellt werden. Das Männchen wird bald eine der Pflanzen in Anspruch nehmen und evtl. die Unterseiten der Blätter reinigen, indem es Luftblasen entfernt. Danach wird es sich auf die Suche nach anderen Tieren der gleichen Art machen und diese zu seiner Pflanze heranlocken. Dies geschieht, indem es mit dem Weibchen in Anti-Parallelstellung geht und es dann mit dem Schwanz befächert. Wenn es gelingt ein Weibchen zur Pflanze zu lotsen, wird sich dieses unter ein Blatt begeben und sich auf die Seite drehen, wobei es ein Ei abgibt. Gleichzeitig gibt das Männchen, das sich ebenfalls auf die Seite gedreht hat, Spermien ab, welche das inzwischen an der Unterseite des Blattes haftende Ei befruchten. Dieser Vorgang wird je nach Größe des Weibchens und Anzahl der Eier bis zu hundert Mal wiederholt, wobei durchaus verschiedene Blätter benutzt werden. Die Jungen fressen von Anfang an frisch geschlüpfte Artemien und natürlich Staubfutter. Die Temperatur sollte etwas niedriger liegen als bei ausgewachsenen Spitzmaul-Ziersalmlern – zu hohe Aufzucht-Temperaturen können einzelnen Berichten zufolge zu Kümmerwuchs führen.